# 有翼神灵

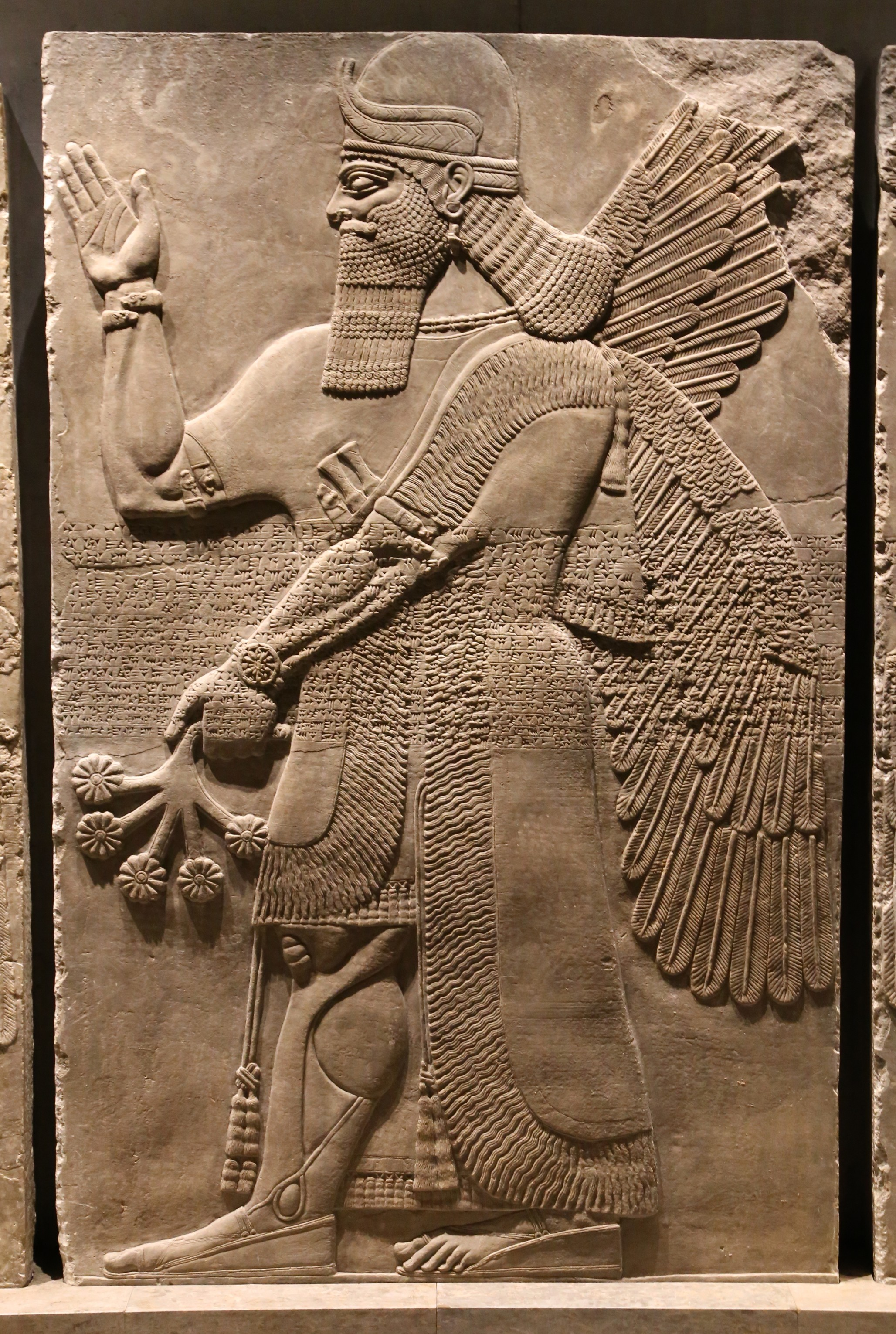
有翼神灵，年代约为公元前870年，他的腹部刻有楔形文字铭文。

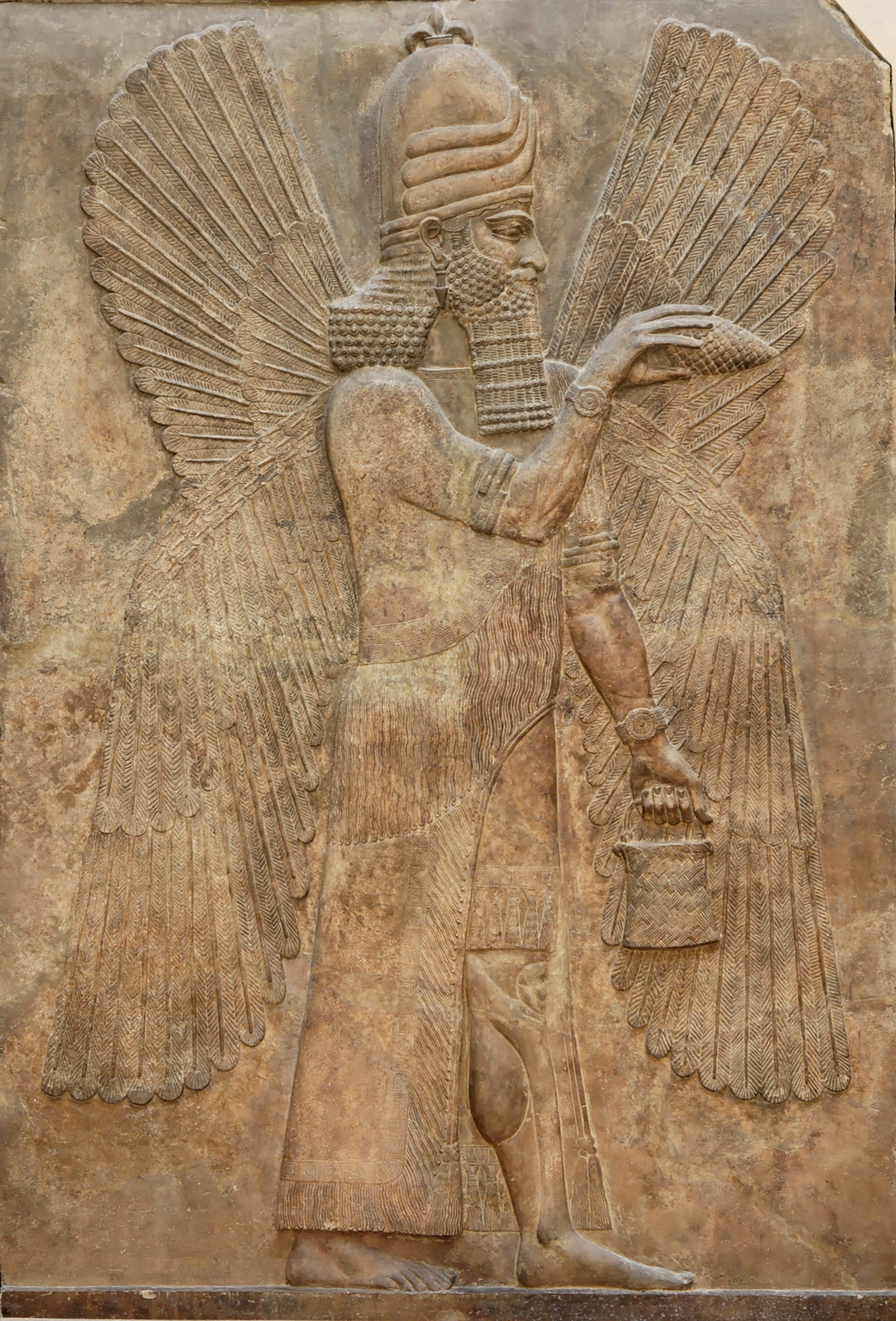
手拿松果和小桶的四翼神灵。杜沙鲁金国王萨尔贡二世宫殿北墙的浮雕，年代为公元前716-713年。

有翼神灵是亚述雕塑中反复出现的主题。这些神灵通常是长有鸟类翅膀、留着胡须的男性人物。它们常常出现在亚述王宫或皇室场所的浮雕中。其中两处著名的例子是阿淑尔纳西尔帕二世在卡尔胡（今伊拉克尼姆鲁德）的王宫和萨尔贡二世在杜尔沙鲁金（今伊拉克豪尔萨巴德）的王宫。

## 风格的变化
这些有翼神灵有着三种不同的风格。第一种是留有胡须、戴着有角头盔、长着翅膀的男性。第二种和第一种基本相似，只不过带的是王冠而不是头盔。最后一种是有翅膀、肌肉发达、长着鸟头的男性。他们的王冠和或手腕上通常戴有花饰。大多数情况下，他们穿着一件短袖、及膝、下摆带有流苏的束腰外衣。束腰外衣外面是一条长至脚踝的流苏披肩，覆盖住腿部，包裹身体并垂在左肩上，披肩的末端从背部垂至腰部。

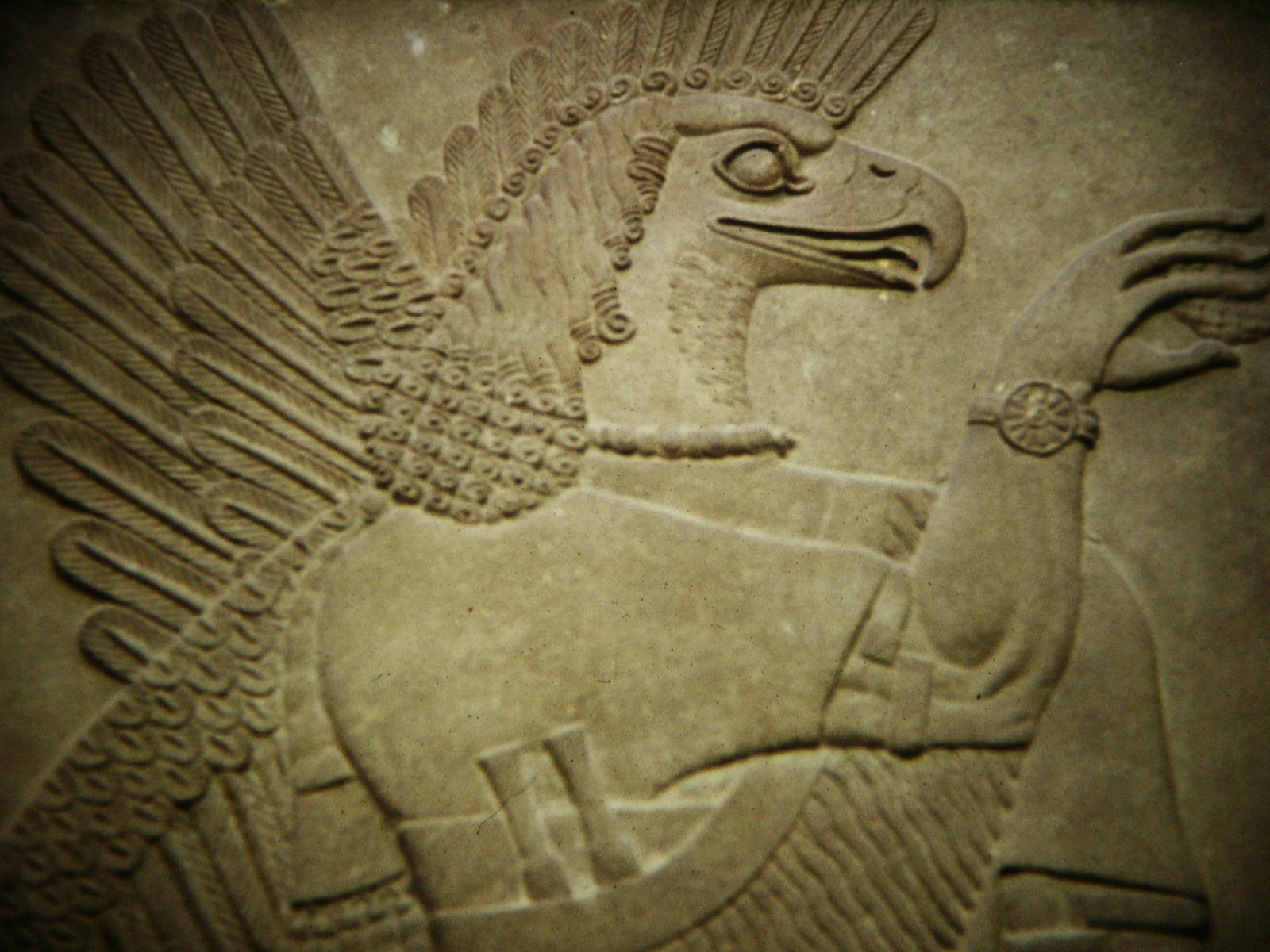
人身鸟首的亚述神灵

## 起源
这些神灵被解释为上古时期的圣人或阿卡德语中的阿普卡鲁，他们是一种人间神一般的存在。这些生物与苏美尔神话中的恩基神有着密切的联系。在上古时代，人类被大洪水“覆盖”，这些人被洪水“净化”，并作为隐形的神灵在地球上漫游。其他参考资料将阿普卡鲁描述为被净化的人类，并被至高神马尔杜克送到位于恩基/埃亚的地下淡水之源阿普苏。

## 功能
除了他们的衣衫之外，这些神灵还有其他值得注意的功能符号。在一些浮雕上，有几个神灵携带着一个小型四足动物。这种可能是小鹿或瞪羚的小生物，被解释为替罪羊的象征。这种生物被用来收容被驱除的恶魔的灵魂。神灵会握住四足动物，以显示其对国王和他的人民的超自然保护力量。这个符号的另一种解释在于它与“富足”的联系。这些拿着四足动物的神灵代表了王国的富足和神灵提供给王国的神圣保护的富足。
在其他浮雕上，有的神灵会拿着一个球果和一个小桶。这两个元素通常与生命之树相关。许多学者认为，这些浮雕表现出神灵正在给生命树施肥并照料它的过程。其他解释将松果视为一种称为mu-li-la的物体，它常与桶结合使用，用于避免真实的或者超自然的邪恶力量。另一种解释认为，其上方的树和太阳代表天地之间的区别。一些理论指出，这些符号与阿苏尔崇拜直接相关，其中太阳象征着太阳神沙马什，树象征着阿苏尔本人。因此，可以推断，这些神灵象征着一种亚述人认为的超自然力量，他们保护生命之树的过程便是在保护地球。

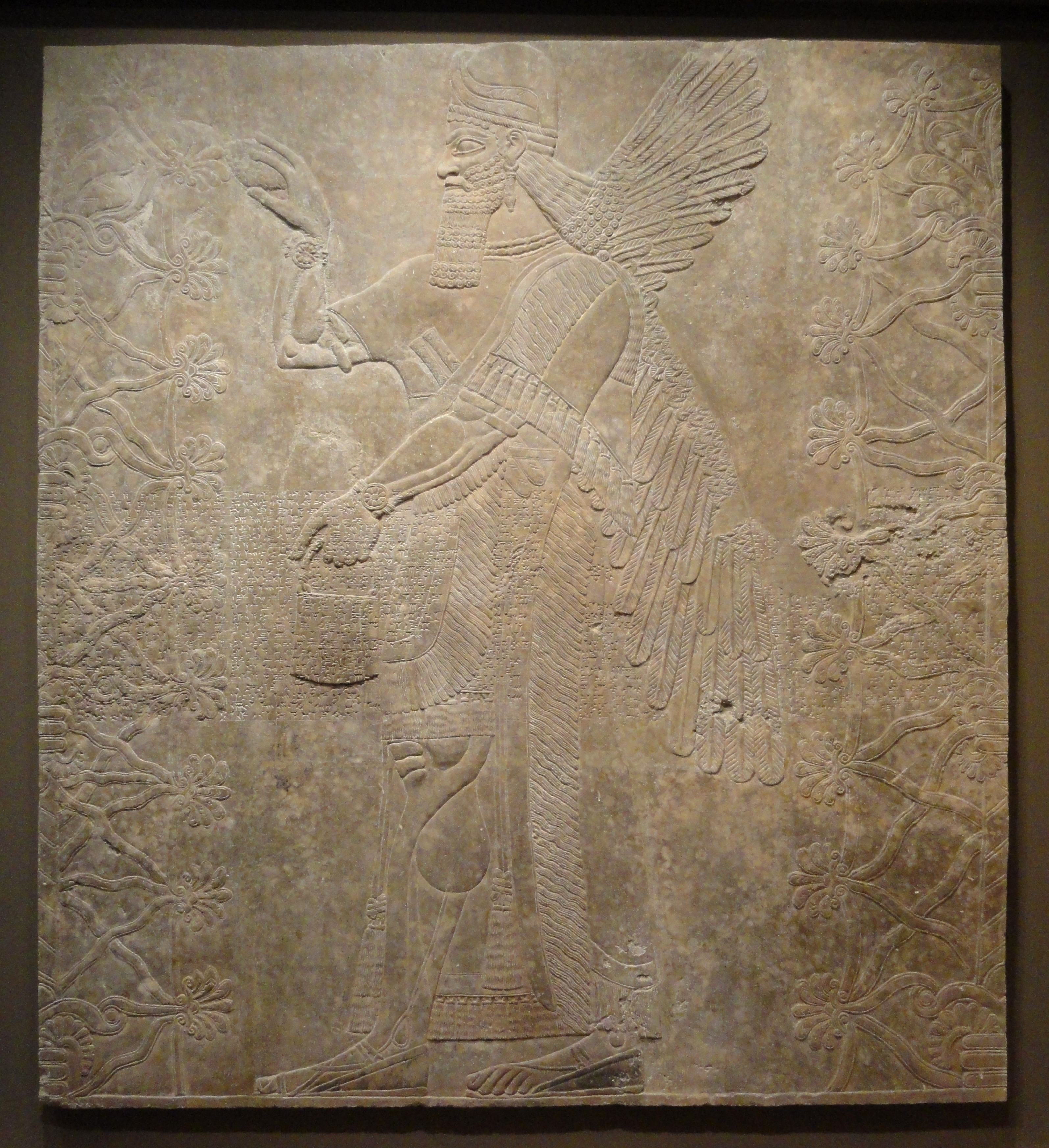
正在照料生命之树的亚述神灵

## 与国王的相似之处
与有翼神灵一样，在浮雕上表现的亚述国王的穿着也十分华丽，他们的衣服高度相似，如果没有翅膀加以区分，便很难辨认出哪些是神灵而哪些是国王。进一步讲，神灵和国王都会佩戴着一种新月型的耳坠，而且神灵的胡须和人的也没有什么不同，亚述人的标准胡须由三层组成，而这些神灵也一样。后来神灵的胡须刻画略有区别，但仍然无法准确区分神灵和国王。

## 跨文化影响
在亚述和小亚细亚早期铁器时代的艺术中，有翼神灵与许多其他神话中的怪兽形象互相结合，它们在东方化时期影响了古希腊，间接造就了古希腊神话中的混合生物，如奇美拉、狮鹫或飞马，以及翼人塔洛斯。东方化时期起源于铁器时代早期（公元前9世纪）的克里特岛，在那里出土的青铜碗和其他手工艺品上发现了明显受到亚述文化启发的长着胡须和带翅膀的人物。

“有翅膀的人”也出现在以西结梅尔卡巴异象中的查约特中，并通过启示录成为福音传道者马太的象征。以赛亚的炽天使（6:1-3）也各有六个翅膀。

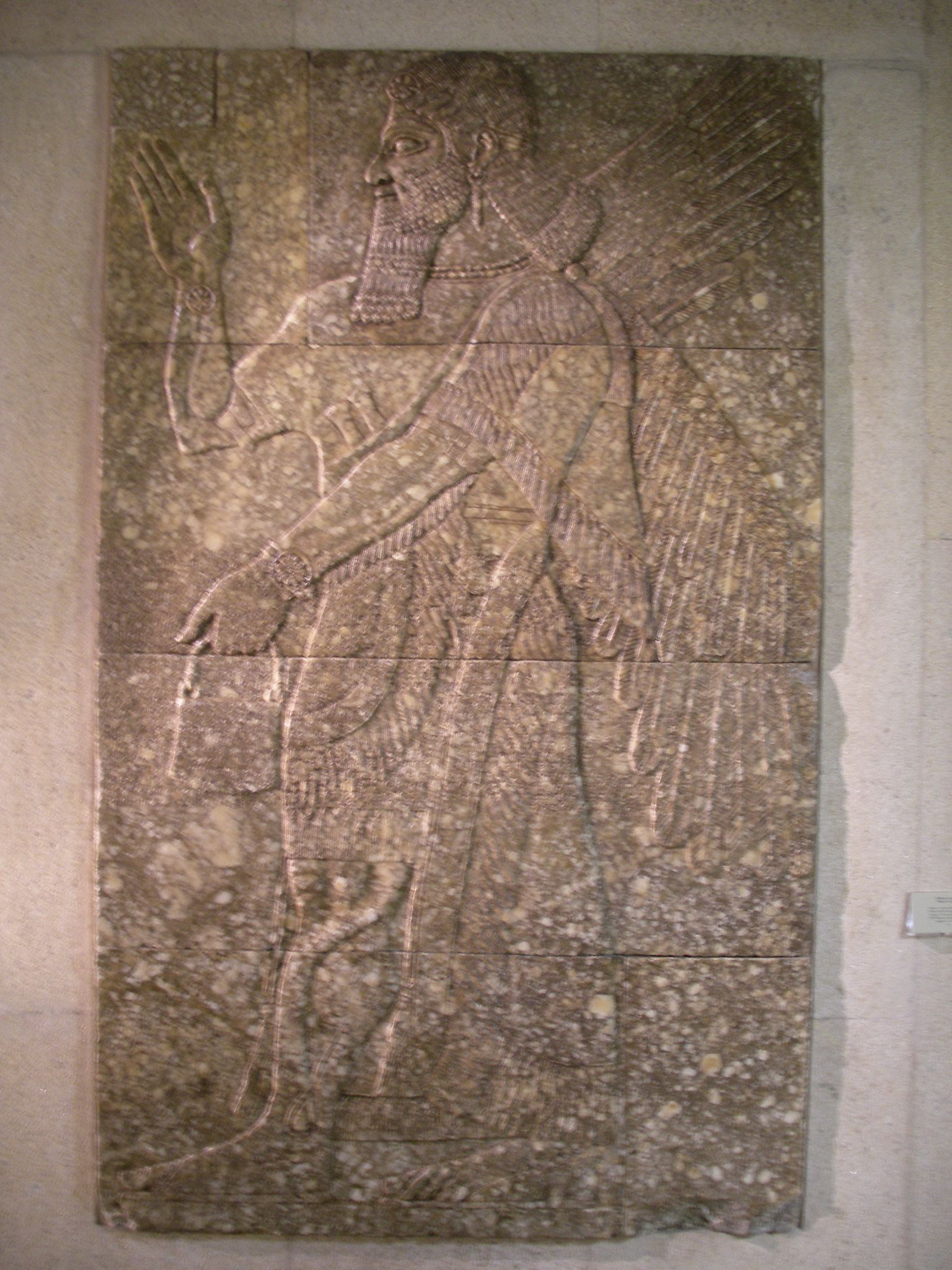
里斯本古尔本基安美术馆收藏的来自阿淑尔纳西尔帕二世在尼姆鲁德西北宫的浮雕，上面有拿着小桶的有翼神灵
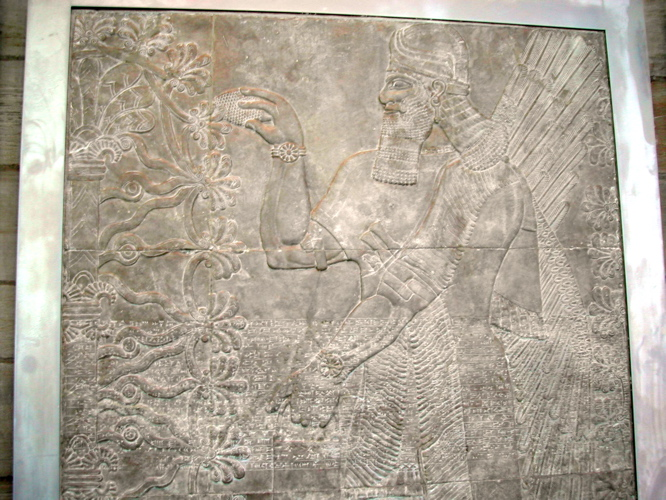
耶鲁大学美术馆收藏的正在给生命之树授粉的有翼神灵

## 其他相关
- 亚述艺术
- 法拉瓦哈
- 吉恩
- 炽天使
- 带翅膀的太阳